# ハビエル・ガリード
ハビエル・ガリード・ベオビデ（Javier Garrido Behobide, 1985年3月15日 - ）は、スペイン王国バスク州イルン出身の元サッカー選手。現役時代のポジションはディフェンダー（左サイドバック）。

## 経歴

### レアル・ソシエダ
少年時代にレアル・ソシエダの下部組織に加入した。2002年から2004年にはレアル・ソシエダBでプレーし、セグンダ・ディビシオンB（3部）で50試合に出場した。2003年10月8日、コパ・デル・レイのレアル・オビエド戦でトップチームデビューを飾った。2004年にプロ契約し、レアル・サラゴサに移籍したアグスティン・アランサバルの後継者となった。2004年8月29日のレバンテUD戦でプリメーラ・ディビシオン（1部）デビューし、3シーズンでリーグ戦86試合に出場して1得点を挙げた。クラブは財政難に苦しみ、2006-07シーズン終了後にセグンダ・ディビシオン（2部）降格が決まると、ガリードは移籍を余儀なくされた。

### マンチェスター・シティFC
2007年8月2日、イングランドのマンチェスター・シティFCと4年契約を結んだ。移籍金は150万ポンド（220万ユーロ）。8月11日のウェストハム・ユナイテッドFC戦でデビューした。マンチェスター・Cは開幕から6試合で4勝・4完封し、クラブの歴史に残るスタートダッシュを決めた。2007年のクリスマス前、同じく新加入のマイケル・ボールにレギュラーの座を奪われた。2007-08シーズンのリーグ戦は9位に終わったが、フェアプレー賞枠でUEFAカップの出場権を獲得した。2008年10月5日のリヴァプールFC戦(3-2)で、フリーキックから移籍後初得点となるダイレクトシュートを決めた。2008-09シーズンは移籍初年度を上回る失望のシーズンとなり、リーグ戦では13試合の出場にとどまった。2009年夏にはボーダコム・チャレンジに出場し、カイザー・チーフスFC戦には出場したが、セルティックFC戦には起用されなかった。2009-10シーズンはトップチームでの出場機会を得るのがいっそう苦しくなった。2009年12月にマーク・ヒューズ監督が去ってロベルト・マンチーニ監督が就任すると、12月26日のストーク・シティFC戦でようやくシーズン初のリーグ戦出場を果たし、数日後のウルヴァーハンプトン・ワンダラーズFC戦ではフリーキックから得点した。

### SSラツィオ
2010年7月30日、アレクサンダル・コラロヴと入れ替わる形でイタリアのSSラツィオに移籍した。

### ノリッジ・シティFC
2012年8月16日、ノリッジ・シティFCに1シーズンのローンで加入し再びプレミアリーグでプレーすることとなった。2013年5月14日、同年7月1日からノリッジに完全移籍することが発表された。

### UDラス・パルマス
2015年8月10日、プリメーラ・ディビシオンに昇格したUDラス・パルマスに移籍することが決定し、6年ぶりに母国に復帰した。

### AEKラルナカ
2016年8月、キプロスのAEKラルナカに移籍した。

### レアル・ウニオン
2018年7月、レアル・ウニオンに移籍した。2020年、現役引退を表明した。

## タイトル
- マンチェスター・シティFC:

ボーダコム・チャレンジ 準優勝 : 2009
- U-19スペイン代表:

UEFA U-19欧州選手権 優勝 : 2004

## 個人成績
2010-11シーズン終了時点
| クラブ成績   | クラブ成績               | クラブ成績   | リーグ | リーグ | カップ     | カップ     | リーグ杯 | リーグ杯 | 国際大会   | 国際大会   | 通算 | 通算 |
| シーズン     | クラブ                   | リーグ       | 出場   | 得点   | 出場       | 得点       | 出場     | 得点     | 出場       | 得点       | 出場 | 得点 |
| スペイン     | スペイン                 | スペイン     | リーグ | リーグ | 国王杯     | 国王杯     | リーグ杯 | リーグ杯 | ヨーロッパ | ヨーロッパ | 通算 | 通算 |
| ------------ | ------------------------ | ------------ | ------ | ------ | ---------- | ---------- | -------- | -------- | ---------- | ---------- | ---- | ---- |
| 2004–05      | レアル・ソシエダ         | ラ・リーガ   | 28     | 0      | -          | -          | -        | -        | -          | -          | 28   | 0    |
| 2005–06      | レアル・ソシエダ         | ラ・リーガ   | 33     | 0      | -          | -          | -        | -        | -          | -          | 33   | 0    |
| 2006–07      | レアル・ソシエダ         | ラ・リーガ   | 25     | 1      | -          | -          | -        | -        | -          | -          | 25   | 1    |
| 通算         | スペイン                 | スペイン     | 86     | 1      | -          | -          | -        | -        | -          | -          | 86   | 1    |
| イングランド | イングランド             | イングランド | リーグ | リーグ | FAカップ   | FAカップ   | FLカップ | FLカップ | ヨーロッパ | ヨーロッパ | 通算 | 通算 |
| 2007–08      | マンチェスター・シティFC | プレミア     | 27     | 0      | 0          | 0          | 0        | 0        | -          | -          | 27   | 0    |
| 2008–09      | マンチェスター・シティFC | プレミア     | 13     | 1      | 0          | 0          | 2        | 0        | 4          | 0          | 19   | 1    |
| 2009–10      | マンチェスター・シティFC | プレミア     | 9      | 1      | 0          | 0          | 0        | 0        | 0          | 0          | 9    | 1    |
| 通算         | イングランド             | イングランド | 49     | 2      | 0          | 0          | 2        | 0        | 4          | 0          | 54   | 2    |
| イタリア     | イタリア                 | イタリア     | リーグ | リーグ | イタリア杯 | イタリア杯 | リーグ杯 | リーグ杯 | ヨーロッパ | ヨーロッパ | 通算 | 通算 |
| 2010–11      | SSラツィオ               | セリエA      | 10     | 0      | 1          | 0          | 0        | 0        | -          | -          | 10   | 0    |
| 通算         | イタリア                 | イタリア     | 10     | 0      | 1          | 0          | 0        | 0        | 0          | 0          | 11   | 0    |
| 総通算       | 総通算                   | 総通算       | 142    | 3      | 1          | 0          | 2        | 0        | 4          | 0          | 153  | 3    |